# PCBP3
폴리(rC) 결합 단백질 3(Poly(rC)-binding protein 3)은 인간에서 PCBP3 유전자에 의해 암호화되는 단백질이다.
이 유전자는 KH 도메인 단백질 서브 패밀리의 구성원을 암호화한다. 알파 CP로도 지칭되는 이 서브 패밀리의 단백질은 C 풍부 피리미딘 영역에 특이성을 가지고 RNA에 결합한다. 알파 CP는 전사 후 활동에서 중요한 역할을 하며 상이한 세포 분포를 갖는다. 이 유전자의 단백질은 세포질에서 발견되지만 다른 하위 군에서 발견되는 핵 위치 신호가 없다. 이 유전자에 대해 다수의 폴리아데닐화 부위가 존재한다.